# 梅赛德斯AMG高性能动力总成
梅赛德斯AMG高性能动力总成（英語：Mercedes AMG High Performance Powertrains，前称“梅赛德斯-奔驰高性能引擎”英語：）是梅赛德斯奔驰旗下一家位于英国的一级方程式引擎制造商。在被戴姆勒集团收购之前公司名为“伊摩工程公司”（英語：Ilmor Engineering）。
公司从1994年世界一级方程式锦标赛开始为一级方程式赛事提供赛车引擎。从1994年赛季的索伯车队开始，到1995年赛季至2014年赛季以及2021年至今的迈凯伦车队、2009年到2018年的印度力量车队、2009年的布朗GP车队、2010年赛季至今的梅赛德斯车队、2014年赛季至今的威廉姆斯车队、2016年赛季的马诺车队、2019年赛季至2020年赛季的赛点车队以及2021年至今的阿斯顿·马丁车队。使用其生产的引擎的车队和车手总共获得过10次一级方程式车队总冠军和11次一级方程式车手总冠军。

## 起源
1983年，英国工程师马里奥·伊利恩和保罗·摩根创立了伊摩，公司名称取自两位创始人的姓氏。起初公司为印地赛车制造引擎，由美国赛车大鳄罗杰·潘思克投资。1993年，戴姆勒-奔驰从通用汽车手中收购了伊摩工程25%的股份，并合作为一级方程式赛事打造赛车引擎。在创始人保罗·摩根因空难于2001年去世后，戴姆勒在次年收购了公司30%的股份，达到了55%的股份控股并将公司更名为“梅赛德斯-伊摩”（Mercedes-Ilmor）。2005年，梅赛德斯成为公司唯一持股人，并将公司更名为“梅赛德斯-奔驰高性能引擎”）。2011年，公司再次更名为“梅赛德斯AMG高性能动力总成”（Mercedes AMG High Performance Powertrains）。
在此期间，公司内部的一个与本田合作提升其印地赛车引擎性能的项目从2003年开始；这个项目最终在2011年独立成为一家新的公司，由伊摩创始人之一的马里奥·伊利恩与老熟人罗杰·潘思克共同持有，之后该公司成为完全独立于梅赛德斯之外的新公司，并再次使用“伊摩”之名，成为“伊摩工程公司”。

## 作為一級方程式引擎供應商成績
| 車隊         | 賽季                         | 分站冠軍 | WCC                 | WDC                        | 首次勝利             | 最近勝利             |
| ------------ | ---------------------------- | -------- | ------------------- | -------------------------- | -------------------- | -------------------- |
| 索伯         | 1994年                       | 0        |                     |                            | –                    | –                    |
| 麥拉倫       | 1995年–2014年，2021年–2025年 | 85       | 2﹙1998年，2024年﹚ | 3﹙1998年–1999年，2008年﹚ | 1997年澳大利亚大奖赛 | 2025年澳大利亚大奖赛 |
| 布朗GP       | 2009年                       | 8        | 1﹙2009年﹚         | 1﹙2009年﹚                | 2009年澳大利亚大奖赛 | 2009年意大利大奖赛   |
| 印度力量車隊 | 2009年–2018年                | 0        |                     |                            | –                    | –                    |
| 梅赛德斯     | 2010年–2025年                | 120      | 8﹙2014年–2021年﹚  | 7﹙2014年–2020年﹚         | 2012年中国大奖赛     | 2024年比利时大奖赛   |
| 威廉姆斯     | 2014年–2025年                | 0        |                     |                            | –                    | –                    |
| 路特斯       | 2015年                       | 0        |                     |                            | –                    | –                    |
| 馬諾         | 2016年                       | 0        |                     |                            | –                    | –                    |
| 賽點印度力量 | 2018年                       | 0        |                     |                            | –                    | –                    |
| 赛点         | 2019年–2020年                | 1        |                     |                            | 2020年萨基尔大奖赛   | 2020年萨基尔大奖赛   |
| 阿斯顿·马丁  | 2021年–2025年                | 0        |                     |                            | –                    | –                    |
| 阿尔品       | 2026年                       | -        |                     |                            | –                    | –                    |
| 總數         | 1994年–2025年                | 214      | 10                  | 11                         | 1997年澳大利亚大奖赛 | 2025年澳大利亚大奖赛 |

1. ↑  列表不包括在1954-1955年使用梅賽德斯引擎參加比賽的成績，因為該引擎不是由梅賽德斯AMG高性能動力總成製造。